# Otto Wiesheu

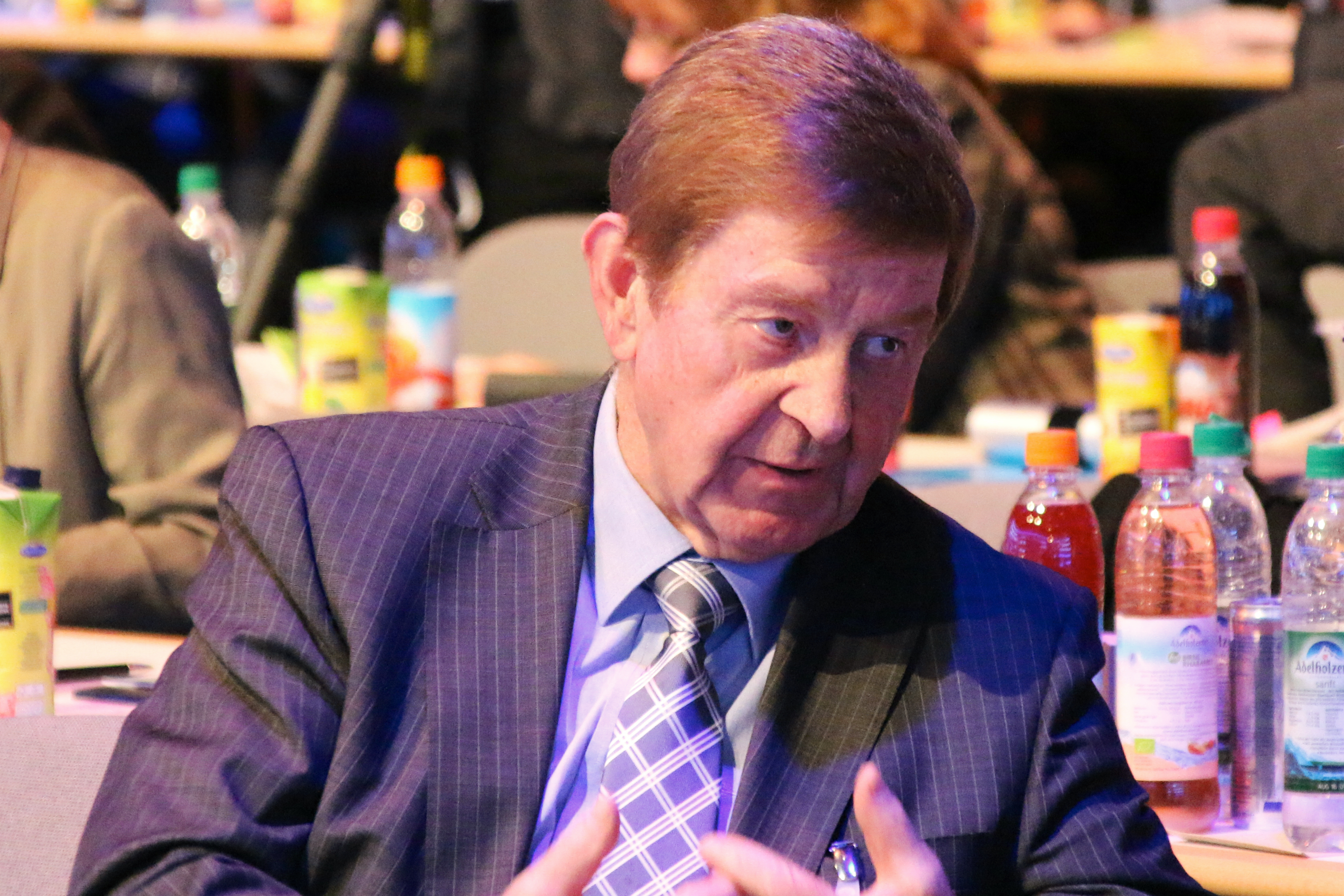
Otto Wiesheu, 2015

Otto Wiesheu (* 31. Oktober 1944 in Zolling) ist ein deutscher Politiker (CSU) und Manager. Dem Bayerischen Landtag gehörte er von 1974 bis 2005 an. Im April 1983 wurde er Generalsekretär der CSU und trat von diesem Amt im November desselben Jahres zurück, nachdem er betrunken einen tödlichen Verkehrsunfall verschuldet hatte. Von 1990 bis 1993 war er Staatssekretär im Bayerischen Staatsministerium für Unterricht und Kultus, Wissenschaft und Kunst. Von 1993 bis Ende 2005 war er Bayerischer Staatsminister für Wirtschaft, Infrastruktur, Verkehr und Technologie und von 2006 bis 2009 Vorstandsmitglied der Deutschen Bahn AG.

## Beruf und Privatleben
Nach dem Abitur 1964 am Dom-Gymnasium in Freising war der Bauernsohn Wiesheu zunächst Zeitsoldat bei der Bundeswehr und absolvierte dann ab 1966 ein Studium der Rechtswissenschaft in München, welches er 1970 mit dem ersten Staatsexamen beendete. 1973 folgte das zweite juristische Staatsexamen. 1977 wurde er an der Universität Würzburg bei Dieter Blumenwitz und Hugo J. Hahn mit einer Arbeit über die „Völkerrechtliche Bedeutung der Gebiets- und Grenzregelungen in den Ostverträgen“ zum Dr. iur. promoviert. Bis 2006 war und seit 1. Februar 2011 ist Wiesheu erneut als Rechtsanwalt zugelassen.
Wiesheu ist verheiratet und hat vier Kinder. Er wurde einmal geschieden.

## Politische Karriere
Wiesheu trat 1969 in die CSU ein und wurde 1972 erstmals in den Kreistag des Landkreises Freising gewählt, dem er bis Ende 2005 angehörte. Von 1979 bis 2005 war er Kreisvorsitzender der CSU Freising.
1974 zog er als Abgeordneter des Stimmkreises Freising in den Bayerischen Landtag ein, dem er ebenfalls bis Ende 2005 angehörte.
Wiesheu engagierte sich zunächst in der Jungen Union. Er war Bezirksvorsitzender für Oberbayern von 1971 bis 1975 und Landesvorsitzender von Bayern von 1975 bis 1979.
Dem Parteipräsidium der CSU, dem Landesvorstand und dem Bezirksvorstand der CSU Oberbayern gehörte Wiesheu von 1975 bis 2006 an.
Im April 1983 wurde er Generalsekretär der CSU, trat jedoch aufgrund eines von ihm unter Alkoholeinfluss verschuldeten Verkehrsunfalls mit Todesfolge bereits im November von diesem Amt zurück. In den folgenden Jahren, von 1984 bis 1990, war er Geschäftsführer der CSU-nahen Hanns-Seidel-Stiftung.

### Verurteilung wegen fahrlässiger Tötung
Am 29. Oktober 1983 verursachte Wiesheu auf der Autobahn München–Nürnberg mit seinem Wagen unter Alkoholeinfluss (1,99 Promille) einen Verkehrsunfall, bei dem ein anderer Verkehrsteilnehmer in seinem Auto getötet und dessen Begleiter schwer verletzt wurde. Nachdem der Bayerische Landtag Wiesheus Immunität aufgehoben hatte, wurde er wegen fahrlässiger Tötung in Tateinheit mit fahrlässiger Körperverletzung und wegen fahrlässiger Gefährdung des Straßenverkehrs angeklagt und in erster Instanz vom Amtsgericht München im Oktober 1984 zu einer Freiheitsstrafe von 13 Monaten ohne Bewährung verurteilt.
Wiesheu legte gegen dieses Urteil Berufung ein und einigte sich mit der Schwester des zu Tode gekommenen Unfallopfers in einem außergerichtlichen Vergleich auf die Zahlung von 27.000 DM Entschädigung und 5.000 DM Anwaltskosten. Die Schwester zog daraufhin ihre Nebenklage zurück.
In zweiter Instanz verurteilte ihn das Landgericht München I 1985 rechtskräftig wegen fahrlässiger Tötung und Gefährdung des Straßenverkehrs zu 12 Monaten Bewährungsstrafe sowie zu einer Auflage von 20.000 DM. Das Urteil löste zum Teil heftige öffentliche Reaktionen aus und wurde als zu milde kritisiert.

### Mitglied der bayerischen Staatsregierung
Am 30. Oktober 1990 wurde er als Staatssekretär im Bayerischen Staatsministerium für Unterricht, Kultus, Wissenschaft und Kunst in die von Ministerpräsident Max Streibl geführte Bayerische Staatsregierung berufen.
Nachdem Edmund Stoiber zum neuen Ministerpräsidenten gewählt worden war, wurde Wiesheu am 17. Juni 1993 Bayerischer Staatsminister für Wirtschaft, Verkehr und Technologie, wobei seine Zuständigkeit für den Bereich Verkehr angesichts seines Unfalls kritisiert wurde.
Der Beginn seiner Amtszeit fiel in die Konjunkturkrise der Jahre 1993/94 mit dem Abbau vieler Arbeitsplätze im gewerblichen Bereich (Automobilindustrie, Zulieferer, Chemie, Textil, Keramik etc.). Dem begegnete Wiesheu mit einer Doppelstrategie: Bestandspflege und Erneuerung. Zur Bestandspflege gehörte, Betriebe, die in Schwierigkeiten, aber sanierungsfähig und sanierungswürdig waren, auch zu sanieren. Das gelang in einer Vielzahl von Fällen und brachte ihm seitens der Gewerkschaften viel Zustimmung und Zuspruch sowie die Auszeichnung mit der Hans-Böckler-Medaille ein. Wiesheu ist das einzige Mitglied der Unionsparteien, das mit dieser Medaille ausgezeichnet wurde. Die Strategie der Innovationspolitik ließ sich in drei Punkten zusammenfassen: Neue Produkte, neue Betriebe, neue Märkte. Ziel war es, die Wirtschaft, speziell den Mittelstand zu vernetzen mit Forschungseinrichtungen in Universitäten, Fachhochschulen, Fraunhofer-Gesellschaften und anderen Institutionen. Dortige Entwicklungen sollten in innovative Produkte umgesetzt werden. Neue Betriebe sollten entstehen im traditionellen wie im Hightech-Bereich. Dazu war es notwendig, Venture-Capital zu mobilisieren. Neue Märkte wurden erschlossen durch die intensive Zusammenarbeit mit der Volksrepublik China ebenso wie durch die wirtschaftliche Kooperation mit den Ländern des früheren Ostblocks nach dem Fall des „Eisernen Vorhangs“. Neue Zielmärkte waren neben Südamerika die Länder in Ost- und Südosteuropa ebenso wie Moskau und die Region um Moskau.
Als entschiedener Anhänger der Kernenergienutzung kritisierte er 1999 unter Anspielung auf die sogenannte Endlösung der Judenfrage die Pläne des damaligen Bundeskanzlers Gerhard Schröder zu einem endgültigen Atomausstieg mit den Worten: „Es hat in diesem Jahrhundert einen gegeben, der Fragen endgültig lösen wollte. Er war nach zwölf Jahren am Ende.“ Der Präsident des Zentralrats der Juden, Ignatz Bubis, empfahl Wiesheu den Rücktritt und eine Untersuchung seines Geisteszustandes. Wiesheu ließ es bei einer Entschuldigung bewenden.
Der im September 2003 mit der Deutschen Bahn unterzeichnete Regionalverkehrsvertrag hatte ein Volumen von rund 100 Millionen Zugkilometern. Festgelegt wurde, dass in der Laufzeit des Vertrages rund 30 Millionen Zugkilometer ausgeschrieben und dann im Rahmen des wettbewerblichen Verfahrens vergeben werden. Diese 30 Millionen Zugkilometer waren ebenso viel oder mehr, als die gesamten Nahverkehrsleistungen jeweils in den Ländern Rheinland-Pfalz, Schleswig-Holstein, Sachsen-Anhalt, Thüringen, Brandenburg oder Mecklenburg-Vorpommern es waren. Auch die privaten Anbieter legten Wert darauf, dass keine allzu großen Pakete ausgeschrieben werden, weil sie sonst wegen der hohen Investitionskosten für neues Zugmaterial nicht mehr hätten mitbieten können. Die Ausschreibung sämtlicher Nahverkehrsleistungen auf einen Schlag hat sich schon deshalb verboten, weil als Anbieter dafür nur die Deutsche Bahn in Betracht gekommen wäre, die bei der Ausschreibung dann lediglich ihren Preis hätte einsetzen können und den Zuschlag hätte bekommen müssen.
Nach zweijährigen Verhandlungen unterzeichnete Wiesheu Mitte September 2003 einen Regionalverkehrsvertrag über zehn Jahre mit der Deutschen Bahn. Kritiker bemängelten, dass rund 70 Prozent der darin vorgesehenen Verkehrsleistung direkt und ohne Ausschreibung an die Deutsche Bahn vergeben wurden. Wiesheu begründete diesen Schritt damit, dass kein anderer Wettbewerber in der Lage sei, dieses Volumen zu übernehmen.
Im Herbst 2005 nahm Wiesheu für die CSU an den Verhandlungen zur Bildung der großen Koalition teil und war regelmäßig vertreten bei den Verhandlungen des Arbeitskreises Wirtschaftspolitik, die er maßgeblich beeinflusst hat. An den Verhandlungen zum Thema Verkehrspolitik nahm er ein einziges Mal teil. Diesen Bereich hat der spätere Verkehrsminister Wolfgang Tiefensee geleitet.

## Wechsel zur Deutschen Bahn AG
Nach seinem Rückzug aus der Politik wurde Wiesheu am 12. November 2005 in den Vorstand der Deutschen Bahn AG (DB) berufen. Er trat diese Position am 1. Januar 2006 an und übernahm das Ressort Wirtschaft und Politik und war Nachfolger von Klaus Daubertshäuser, der diese Position bis Jahresende 2005 innehatte.
Der enge zeitliche Zusammenhang zwischen seiner Teilnahme an den Koalitionsverhandlungen und dem Wechsel zur Bahn brachte ihm Kritik ein und wird bisweilen angeführt, um die Notwendigkeit eines Ehrenkodex für Politiker zu begründen.
Wiesheus Aufgabe bei der DB war es, die Verbindung zu ihrem Eigentümer, den Verantwortungsträgern im Bundestag und in der Bundesregierung zu pflegen und sicherzustellen, dass der geplante Börsengang der DB auch im gesetzgeberischen Bereich entsprechend vorbereitet und umgesetzt wird. In der ersten Hälfte des Jahres 2008 haben sowohl Bundesregierung wie Bundestag und Bundesrat die entsprechenden Beschlüsse zur Ermöglichung des Börsengangs der DB gefasst. Gescheitert ist das Vorhaben durch die Finanzkrise im Herbst 2008. Die Länder als Besteller des Regionalverkehrs waren und sind die größten Kunden der DB. Wiesheu war zugleich verantwortlich für die DB-Sicherheit und den Datenschutz.
Ende Mai 2009 musste Wiesheu nach der Datenaffäre und mit dem Amtsantritt von Rüdiger Grube aus dem Vorstand ausscheiden. Laut Angaben von Grube habe Wiesheu noch nicht einmal gewusst, dass Datenschutz zu seinem Ressort gehöre. Im Zuge der vorzeitigen Auflösung seines Arbeitsvertrages erhielt er, einschließlich geldwerter Vorteile, eine Abfindung von 2,39 Millionen Euro. Wiesheu beriet das Unternehmen bis Ende 2010. Er ist (Stand: 2020) Mitglied des Aufsichtsrates der Schaeffler AG.

## Weitere öffentliche Tätigkeit
Seit dem Jahr 1998 engagiert er sich im Rotary-Club München-Mitte.
Am 7. Mai 2004 wurde Wiesheu fast einstimmig zum Nachfolger von Jürgen Möllemann als Präsident der Deutsch-Arabischen Gesellschaft (DAG) gewählt. Am 22. März 2007 trat er bei der jährlichen Mitgliederversammlung in Berlin zurück, nachdem ihm eine knappe Mehrheit der anwesenden Mitglieder eine angestrebte Satzungsänderung, die zu einer Neustrukturierung der DAG geführt hätte, nicht bewilligen wollte. Sein Interims-Nachfolger wurde der Publizist Peter Scholl-Latour.
Am 3. Juli 2007 wurde die DAFG – Deutsch-Arabische Freundschaftsgesellschaft e. V. in Berlin gegründet, zu deren Präsident Wiesheu gewählt wurde.
Im Juli 2009 wurde Wiesheu zum Präsidenten des Vereins Wirtschaftsbeirat der Union in Bayern gewählt.
Otto Wiesheu gehört seit dem 1. Oktober 2007 dem Hochschulrat der Technischen Universität München an.

## Auszeichnungen
Wiesheu wurde u. a. mit dem Verdienstkreuz 1. Klasse der Bundesrepublik Deutschland (2005) und dem Bayerischen Verdienstorden ausgezeichnet. Er erhielt 1997 den Deutschen Mittelstandspreis.
Otto Wiesheu gehört dem Hochschulrat der Technischen Universität München an.
- LGA Landesgewerbeanstalt Bayern Medaille in Gold „im Dienst an der Wirtschaft“, 2006[35]
- Mittelkreuz des Verdienstordens der Republik Ungarn „in Anerkennung der Verdienste in der Entwicklung der ungarischen-bayerischen Wirtschaftsbeziehungen“, 15. März 2006[36]
- Hans-Böckler-Medaille: als „Anerkennung der außergewöhnlichen Leistungen im Interesse der Arbeitnehmer“ durch die Industriegewerkschaft Bergbau, Chemie, Energie, Landesbezirk Bayern, verliehen am 26. November 1997[37]
- Ehrenring der Technischen Universität München vom 2. Dezember 2004.[38]
- Bürgermedaille in Gold der Stadt Freising 27. Oktober 2004
- Bayerischer Verdienstorden 15. Juli 1992
- Bayerische Verfassungsmedaille in Gold 2. Dezember 1999
- große Ehrenmedaille der Industrie- und Handelskammer für Oberfranken Bayreuth „in Würdigung seiner herausragenden Verdienste um die oberfränkische Wirtschaft“ 18. Januar 1999
- Malteser-Dankplakette „als Zeichen der Anerkennung und des Dankes für besondere Verdienste im Malteser-Hilfsdienst“, 20. Juni 2002
- Das Große Goldene Ehrenzeichen mit dem Stern für Verdienste um die Republik Österreich 5. Juni 2001[39]
- Die Ehrennadel des Bund der Selbständigen Deutscher Gewerbeverband e. V.
- Ehrenmedaille der Industrie- und Handelskammer Nürnberg für Mittelfranken „in Würdigung hervorragender Verdienste um die mittelfränkische Wirtschaft“ 29. November 2000
- Ehrenring des Bayerischen Handwerks „Anerkennung und Würdigung seiner großen Verdienste um das Bayerische Handwerk“ 25. Oktober 1995

## Ämterstatistik
Parteiämter
- Bayerischer Landesvorsitzender der Jungen Union (1975–1979)
- Kreisvorsitzender der CSU Freising (1979–2005).
- Mitglied des Parteipräsidiums der CSU (1975–2005)
- Mitglied des Landesvorstands der CSU (1975–2005)
- Mitglied des Bezirksvorstands der CSU Oberbayern (1975–2005)
- Generalsekretär der CSU (April–November 1983)

Abgeordnetenmandate
- Mitglied des Kreistags von Freising (1972–2005)
- Mitglied des Bayerischen Landtags (1974–2005)

Regierungsämter
- Staatssekretär im Bayerischen Staatsministerium für Unterricht, Kultus, Wissenschaft und Kunst (1990–1993)
- Bayerischer Staatsminister für Wirtschaft, Verkehr und Technologie (1993–2005)

Ehrenämter
- Präsident der DAFG – Deutsch-Arabische Freundschaftsgesellschaft e. V. (seit 2007)
- Präsident des Wirtschaftsbeirates der Union (seit 2009)